# Paul Deschanel
Paul Deschanel (Brüsszel, 1855. február 13.  – Párizs, 1922. április 28.) francia író, az Francia Akadémia tagja, politikus és az első világháborút követően a Harmadik Francia Köztársaság 10. elnöke volt. Elnöksége alatt írta alá a magyar fél a trianoni békeszerződést a franciaországi Nagy-Trianon-kastélyban.

## Élete
Paul Deschanel 1855. február 13-án született Brüsszelben. Tanulmányai során kiváló érzékről tett tanúságot a filozófia, a jog és az irodalom terén. Pályafutásának az újságírást és a politikát választotta. Tanulmányai befejezése után rövid ideig adminisztratív munkát végzett, majd 1885-ben megválasztották Eure-et-Loir megye képviselőjének.
A Haladó Köztársasági Párt (RP) színeiben a szociális kérdésekre és a külügyekre összpontosította energiáját. 1898-ban megválasztották az Académie Française tagjának és egész életében folytatta a politikai és irodalmi témájú könyvek írását. Ezek közül a jelentősebbek a La Question sociale (1898), az Orateurs et hommes d'état (1888), az Essai de philosophie politique (1899), valamint a Gambetta (1920) voltak.
Deschanel két ülésszakon keresztül töltötte be a képviselőház elnöki tisztségét (1898–1902; 1912–20). Mikor elnökké választották ő volt az első személy, akinek nem volt előzetes miniszteri tapasztalata. Rövid elnökségét a miniszteri instabilitás jellemezte, miközben egészségi állapota rohamosan romlott. Utóbbi következtében alig hét hónap után lemondásra kényszerült. 1922. április 28-án hunyt el Párizsban.
Elnöksége alatt, 1920. június 4-én írta alá a magyar küldöttség a trianoni békeszerződést a franciaországi Nagy-Trianon-kastélyban.

## Kapcsolódó szócikk
- Franciaország elnökeinek listája

| Elődje: Raymond Poincaré | A Francia Köztársaság elnöke 1920 | Utódja: Alexandre Millerand |